# Lee Hays
Lee Hays, né le 14 mars 1914 et mort le 26 août 1981, est un auteur-compositeur-interprète américain de musique folk, basse au sein des groupes The Almanac Singers et The Weavers. Il s'engage sa vie durant dans la lutte contre le racisme, l'inégalité, et la violence dans la société.

## Biographie
Fils de William Benjamin Hays et Ellen Hays (née Reinhardt), Lee Hays naît en 1914 à Little Rock en Arkansas. William est prédicateur méthodiste, fonction itinérante occasionnant de nombreux déménagements : Arkansas et Géorgie dans son enfance, période pendant laquelle il append à chanter dans l'église de son père. À l'âge de 5 ans, il est témoin des lynchages d'Africains-Américains. Il étudie au Commonwealth College d'Arkansas en pleine période de Grande Dépression. À la même époque, il se met lui aussi à prêcher dans quelques églises locales, écrivant des histoires, des pièces de théâtre et des chansons.

## Syndicalisme
Dans les années 1930, il abandonne les études et devient syndicaliste, militant donnant des cours au Highlander Folk School dans le Tennessee. À la même époque, il vit à New York et y joue au côté de Pete Seeger, Woody Guthrie, Leadbelly, Burl Ives ou encore Josh White. En 1940 et 1941, il chante au sein du groupe de Pete Seeger, les Almanac Singers. Plusieurs chansons datant de cette époque ont été écrites par Lee lors de manifestations militantes (syndicales, entre autres) : c'est ainsi que sont nées Plow the Fourth Boy Under et Get Thee Behind Me, Satan. Il n'était pas rare qu'il adapte des hymnes chrétiens ou autres Negro spiritual pour la cause syndicaliste.

## La période The Weavers et l'ère McCarthy
En 1948, Hays fonde le groupe The Weavers avec Pete Seeger et deux autres musiciens : Ronnie Gilbert et Fred Hellerman. Hays écrit, coécrit ou arrange certaines de leurs meilleures chansons (Kisses Sweeter than Wine, et surtout If I Had a Hammer). Hays fait partie des artistes présents au concert de Paul Robeson à Peekskill d'où naquirent les Émeutes de Peekskill , d'où il fuit en s'échappant en voiture, accompagné de Guthrie et Seeger après qu'une foule s'affirmant Patriote anti-communiste ait pénétré la salle du concert, agressant artistes et public. Par ses affinités avec les partis de gauche, il a été suspecté de sympathies communistes: en 1950, Lee Hays est référencé en 1950 sur la liste noire anticommuniste Red Channels. Convoqué par le Comité des affaires contre l'Amérique, le jugement est totalement ignoré par Lee, qui refuse de répondre, qui ne répond pas au subpoena, évoquant le Cinquième amendement de la Constitution des États-Unis. Le groupe des Weavers, empêché de toute représentation, se sépare en 1952. En 1958, Hays enregistre des albums pour enfants dans un groupe dont faisait partie Alan Arkin appelé The Baby Sitters. Il fut acteur du  film Alice's Restaurant en 1969, incarnant un prêcheur lors d'une rencontre évangélique en 1960. Sept ans plus tard, il déménage vers Memory Lane, près de la Mount Airy Road à Croton-sur-Hudson, dans l'État de New York. Il se consacre au jardinage biologique, l'écriture, la cuisine et l'écriture. Il souffrait de surpoids et de diabète, et eut les deux jambes amputées, mais prit part à plusieurs réunions de son ancien groupe. Leur ultime représentation s'est déroulée en juin 1981 dans la salle du Hudson River Revival à Croton Point Park.
Lee Hays meurt d'un AVC dû à son diabète, à son domicile de Croton-on-Hudson. Il est incinéré et, selon ses vœux, ses cendres sont mélangées à son compost biologique. Un documentaire intitulé The Weavers: Wasn't That a Time! sort en 1982.